# جورج بريت (لاعب كرة قاعدة)
جورج بريت (بالإنجليزية: George Brett) (مواليد 15 مايو 1953) هو لاعب بيسبول أمريكيون سابق. يلعب بمكان القاعدة الثالثة. لعب دوري كرة القاعدة الرئيسي وهو بعُمر 21 سنة.

## روابط خارجية
- جورج بريت على موقع دوري كرة القاعدة الرئيسي (الإنجليزية)
- جورج بريت على موقعبيزبول رفرنس.كوم (الدوري الرئيسي) (الإنجليزية)
- جورج بريت على موقعبيزبول رفرنس.كوم (الدوري الثانوي) (الإنجليزية)
- جورج بريت على موقع إي إس بي إن.كوم (أم.أل.بي) (الإنجليزية)
- جورج بريت على موقع مشجعي الرسوم البيانية (الإنجليزية)
- جورج بريت على موقع قاعة مشاهير كرة القاعدة (الإنجليزية)
- جورج بريت على موقع قاعة ميسوري للمشاهير الرياضية (الإنجليزية)
- جورج بريت على موقع قاعة ميسوري للمشاهير الرياضية (الإنجليزية)